# East Berkshire Football League
East Berkshire Football League là một giải bóng đá Anh, có 5 giải đấu, cao nhất là Premier Division, góp đội cho Hellenic League nhưng bị mất đi Bậc 7 khi khởi đầu mùa giải 2012-13. Giờ giải đang góp đội cho Thames Valley Premier Football League.

## Đội vô địch
| Mùa giải | Premier              | One                  | Two                  | Three                    | Four                         | Five                        |
| -------- | -------------------- | -------------------- | -------------------- | ------------------------ | ---------------------------- | --------------------------- |
| 2005-06  | Red Lion             | Slough Heating Dự bị | Iver Heath Rovers    | Stoke Poges              | không có                     | không có                    |
| 2006-07  | Waltham              | Holland Park         | Windsor Great Park   | Bagshot                  | Barnhill Social              | không có                    |
| 2007-08  | FC Beaconsfield      | Running Horse        | The Lane             | Eastcote & Richings Park | Alpha Arms Academicals       | không có                    |
| 2008-09  | Orchard Park Rangers | Burnham United       | Britwell             | Alpha Arms Academicals   | The Mitre                    | không có                    |
| 2009-10  | Waltham              | Stoke Green          | Delaford             | Beaconsfield Town        | Alpha Arms Academicals Dự bị | Beaconsfield SYCOB Old Boys |
| 2010-11  | Eton Wick            | Britwell             | Old Windsor          | Berkshire United         | The Crown                    | Admiral Cunnigham Dự bị     |
| 2011-12  | Orchard Park Rangers | Iver                 | Slough Heating Dự bị | Britwell                 | Old Windsor Dự bị            | Langley Dự bị               |
| 2012-13  | Iver                 | Langley Wanderers    | Windsor Great Park   | Iver Heath Rovers        | Iver Heath Rovers Dự bị      | Brackburn Rovers            |
| 2013-14  | Lynch Pin            | Langley              | Maidenhead Magpies   | Britwell                 | Windsor Saints               |                             |

## Các câu lạc bộ mùa giải 2015–16
- Premier Division

Chalvey Sports | Eton Wick | Iver Heath Rovers | KS Gryf | Langley | Lynch Pin | Old Windsor | Slough Heating Laurencians | Windsor Dự bị
- Division One

Burnham Beeches | FC Beaconsfield | Frontline | Maidenhead Town | Riching's Park | Robertswood | Slough Heating Laurencians Dự bị | Stoke Poges Saints | The Pin
- Division Two

AFC Ascot | Braybrooke | Chalvey Sports Dự bị | Fulmer | Hurley | Iver Heath Rovers Dự bị | LA Micro | Real Saracens | Riching's Park Dự bị | Windsor Great Park
- Division Three

Britwell | Delaford Colts | Eton Wick Dự bị | Falcons | Harefield St. Mary's | Langley Eagles | Old Windsor Dự bị | Phoenix Old Boys | Signcraft | Stoke Poges Saints Dự bị
- Division Four

Chalvey Sports 'A' | Frontline Dự bị | KS Gryf Dự bị | Langley Hornets | Mercian United | St. Peters Iver | Townmead | Upton Park Rangers | West Drayton Town | Willow Wanderers